# 赞德霍芬
赞德霍芬（荷蘭語：Zandhoven，荷蘭語發音：[ˈzɑntɦoːvə(n)]）是比利时弗拉芒大區安特衛普省安特衛普區的一个市镇，通行荷蘭語，是弗拉芒社群的一部分，面积40.10平方千米，人口12,985人（2018年1月1日）。